# Gurren Lagann
Gurren Lagann (天元突破グレンラガン, Tengen Toppa Guren Ragan, littéralement « Perçant les cieux, Gurren Lagann ») est une série d'animation télévisée japonaise du Studio Gainax coproduit par Aniplex et Konami. Les vingt-sept épisodes ont été diffusés sur la chaîne japonaise TV Tokyo du 1er avril au 30 septembre 2007. Réalisée par Hiroyuki Imaishi et écrite par Kazuki Nakashima, la production fut interrompue quand Imaishi se mit à participer à certains épisodes de l'animation Abenobashi mahou☆shotengai produit par le même studio. La version française de la série est éditée par Beez Entertainment. Deux films d'animation ont ensuite vu le jour.
Une adaptation en manga dessinée par Kazuki Nakashima a été publiée entre avril 2007 et juin 2013 et compilé en dix volumes par ASCII Media Works. Un jeu vidéo est également sorti sur Nintendo DS le 25 octobre 2007.

## Synopsis
Tengen toppa Gurren-Lagann se déroule dans un futur lointain où l'humanité a été forcée de vivre sous terre, créant des civilisations souterraines isolées. Ces cités n'ont aucun contact avec la surface ni avec les autres villages souterrains. Les tremblements de terre sont fréquents et causent des dégâts aux villages. Des individus, appelés « excavateurs », sont désignés pour creuser plus loin sous terre afin d'agrandir les territoires.
L'histoire met en scène Simon, un foreur orphelin de 14 ans, et Kamina, qui se désigne comme le grand frère de Simon bien qu'il n'ait pas de lien de parenté avec lui. Kamina est le trouble-fête du village, il ne peut supporter l'existence qui leur est imposée et rêve d'aller à la surface pour vivre libre. Il prétend y être allé par le passé avec son père, qui a depuis disparu, mais peu de gens le croient.
Un jour, Simon découvre, en creusant, un pendentif en forme de spirale, ainsi qu'une sorte de gros visage enfoui sous terre, tandis qu'un monstre mécanique attaque soudainement la localité, preuve qu'il existe un Monde Extérieur et que Kamina avait raison. Kamina et Simon, rejoints par Yoko, une fille provenant d'un autre village qui était à la poursuite du monstre, protègent alors le village en combattant ce monstre, que l'on appelle en fait un « Ganmen ». Grâce au pendentif-spirale, qui est en réalité une clé permettant d'activer le visage que Simon a trouvé (en fait, un autre Ganmen), Simon et Kamina réussissent à sauver les habitants mais aussi à rejoindre la surface et à découvrir le ciel. C'est là que Yoko leur explique la terrible réalité du Monde dans lequel ils vivent : la surface est parcourue de Ganmens, conduits par des « Beastmen » (« hommes-bêtes »), qui ont pour seule mission de tuer les humains. Les habitants qui ont choisi de vivre à la surface sont ainsi constamment attaqués par ces Ganmens contre qui ils parviennent tout juste à résister.
Cependant Kamina refuse ce destin. Il baptise le Ganmen de Simon Lagann et en combattant des hommes-bêtes, il réussit à voler un autre Ganmen qu'il baptise Gurren (« écarlate »). Alors que les humains étaient censés ne pas pouvoir piloter de Ganmens, la force de volonté de Kamina réussit à vaincre cette logique, et en combinant Gurren et Lagann, ainsi qu'avec toute la « Gurren Dan » (Brigade Gurren en français), il entame un combat contre l'empire de Lord Génome, le Roi Spirale, qui dirige ce monde et cherche à confiner les humains à leur existence souterraine.

## Personnages
- Simon (シモン?) (voix japonaise par Tetsuya Kakihara / voix française par Olivier Martret) : Simon est un excavateur de 14 ans du village souterrain de Jiiha. Un jour, il découvre un objet en forme de perceuse, qui se révèle être la clé pour activer un robot qu'il trouve plus tard. Avec l'aide de ce robot, de Kamina et de Yōko, il bat un grand robot Ganmen qui est entré au village. Après l'avoir détruit, ils atteignent la surface. Peureux et pas particulièrement dégourdi, Simon s'affirme au contact de Kamina. À noter que sa place dans leur duo est relative à celle de leur Ganmen, Simon est la tête du duo. Il est capable de garder la tête froide quand l'impétuosité de Kamina les mène droit à une situation périlleuse. Après la mort de Kamina, Simon sera déprimé et voudra tuer tous les Hommes-bêtes qu'il croisera. Cet état s'améliorera peu à peu à la suite de la rencontre de Nia qui lui redonnera goût à la vie. Il deviendra le leader de la Brigade Gurren. Après avoir vaincu lord Génome, il bâtira une ville et en deviendra le dirigeant.
- Kamina (カミナ?) (voix japonaise par Katsuyuki Konishi / voix française par Cédric Dumond) « Je suis le leader de la Brigade Gurren, la terreur de Jiiha, je suis l’incarnation même de la virilité, un démon inébranlable je suis...LE TOUT PUISSANT, LE GRAND KAMINA !!! ». Kamina est un jeune homme de 17 ans du village souterrain de Jiiha qui rêve de quitter le monde souterrain et aller à la surface, qu'il a vu une fois étant enfant. Il est dévoué à ses objectifs et bon orateur, influençant tous ceux qui l'entendent. Il convainc Simon de l'aider à creuser jusqu'à la surface, mais le plan échoue et il est jeté en prison. Il quitte le village avec Simon et Yōko après la bataille avec le Ganmen qui détruisait Jiiha. Ils rencontrent beaucoup d'amis et beaucoup d'ennemis à la surface et créent une force de résistance contre l'Empire des Beastmen, la Brigade Gurren ; Kamina en devient le premier chef. Son caractère  bouillant le porte plus souvent à écouter ses tripes plutôt que la raison. Il a en Simon une confiance remarquable, mais il sait également comment l'encourager si la peur l'envahit. Il mourra après l'assaut contre le Dai-Gansan à la suite de trop graves blessures. Avant de mourir, il dira à Simon : Adieu mon frère.

- Yōko Littner (ヨーコ?) (voix japonaise par Marina Inoue / voix française par Geneviève Doang) : Yōko est une jeune fille d'un village voisin de Jiiha, Ritona. Elle poursuivait le Ganmen qui arrive à Jiiha. Elle possède une gamme de puissantes armes à feu et une solide expérience dans le combat contre les Ganmen. Elle a 16 ans (23 vers la seconde moitié de l'anime), mais est la plus mûre et rationnelle du groupe. Quoiqu'elle critique souvent Kamina, elle ne tarde pas à lui dire ce qu'elle ressent pour lui, sentiments qu'il ressent pour elle également. Simon s'intéresse à Yōko jusqu'à ce qu'il comprenne qu'elle est amoureuse de Kamina ; il rencontre par la suite Nia.
- Nia (ニア?) (voix japonaise par Yukari Fukui / voix française par Adeline Chetail) : Nia est une mystérieuse jeune fille que Simon trouve dormant dans une capsule au milieu d'un dépotoir. Son père est Lord Genome, chef des Beastmen ; elle n'a eu aucun autre contact avec les humains. Elle est très curieuse, pure et innocente dû au fait qu'elle grandit loin des batailles ravageant le reste du monde. Au cours de ses aventures avec la Brigade Gurren, elle découvre la réalité dure de ce monde en feu et développe une forte empathie avec Simon. On découvre pourquoi on l'a expulsée au onzième épisode. Elle a des iris en forme de croix et des cheveux blanc et dorés.
- Ganmen (ガンメン?) : les Ganmen sont les méchants de la série. Le nom complet veut dire « visage ». Ces mecha ont donc un corps composé surtout d'un grand visage. Ils peuvent utiliser plusieurs types d'armes, les plus primitifs des mecha utilisant de grands gourdins ou leurs mains, les plus avancés ayant la taille de grand vaisseaux, équipés de canons ou d'armes à feu à base de laser et peuvent aller dans l'espace (ex: le dai-gurren hypergalactique est un vaisseau aussi grand que la Lune). Ils sont commandés par leur volonté de se battre, et avant les événements racontés dans l'anime ils n'étaient pas pilotés par des humains. La puissance est déterminée par la volonté. Lagann est le seul Ganmen capable de fusionner avec les autres pour en prendre le contrôle (lors de la fusion, peu importe la taille et la puissance du Ganmen visé, l'intégralité de ses commandes sont immédiatement verrouillées puis transférées sur Lagann). Les Ganmens sont d’origine extraterrestres et sont la principale cause du commencement de la guerre spirale il y a mille ans.
- Lord Génome (主ゲノム?) (voix japonaise par Narushi Ikeda / voix française par Michel Vigné)  : guerrier spirale ayant combattu il y a mille ans contre la tribu « han-ransen » dite aussi anti-spirales. Lors de ce combat, l'anti-spirale a donné un aperçu du futur à Lord Génome ainsi que les possibles conséquences catastrophiques de son combat. Préférant éviter la destruction de l'univers, il massacra ses camarades pour mettre fin sans délai à ce combat. Il se résolut à utiliser tTpperin {Ganmen Titanesque et quartier général de tout Ganmen (voir épisode 15)} pour fusionner avec la cathédrale Terra (Lune) et combattre et anéantir la totalité de la flotte des Spirales. Se rendant compte des dangers que représente l'énergie des Spirales, il décida d'anéantir l'humanité par un cataclysme et il la força pendant mille ans à rester sous terre.
- Hommes-Bêtes (獣人?) : les Hommes-Bêtes sont des créatures créées par le roi Spiral, Lord Génome. Leurs buts sont simples: Empêcher tout Humain de sortir des villages souterrains. Ne pouvant pas se reproduire, ils ont un code génétique très différent de celui des humains.
- Viral (?) (voix japonaise par Nobuyuki Hiyama / voix française par William Coryn)  : Homme-Bête chargé de l'anéantissement des humains dans l'Est. Il est le rival de Kamina, Simon et de leur Gurren Lagann. Avant la bataille du capitole, lord Génome lui fait don de la vie éternelle. Sept ans plus tard, après la chute de Génome, il décide de protéger l'humanité et de s'allier à la Gurren Dan dans la lutte contre les Han-ransen. Il sera la quatrième personne à contrôler Gurren après Kamina, Rossiu et Yōko.

## Anime

### Série télévisée
La production de la série a été annoncée en juillet 2006 par le Studio Gainax. Elle est diffusée pour la première fois au Japon le 1er avril 2007 sur la chaîne TV Tokyo et compte 27 épisodes.
L'anime a été licencié par l'éditeur Beez Entertainment en trois coffrets DVD. L'anime est diffusé en version française sur le site d'Ankama à partir du 22 décembre 2009. Il a également été acquis par AB Groupe. En France la série est diffusée pour la première fois le 17 février 2010 sur la chaine Mangas. En Amérique du Nord, la série est licenciée par Bandai Entertainment.

#### Liste des épisodes
1. Transperce les cieux avec ta vrille !
2. Celui-là, c'est moi qui vais le piloter, je te dis !
3. Arrête de te la péter avec tes deux têtes !
4. C'est pas le nombre de têtes qui compte !
5. Sérieux, je pige que dalle à tout ça !
6. Dans la vie, y a des occases qu'un mec peut pas rater !
7. C'est toi qui vas te charger du boulot !
8. Adieu, mon Frère...
9. Un humain ? Qu'est-ce que c'est exactement ?
10. Ton Frangin, quel genre de personne c'était ?
11. Simon, est-ce que je peux ?
12. Mademoiselle Yoko, j'ai une faveur à vous demander
13. Bon appétit à tous !
14. Salutations à tous !
15. Désormais, je regarderai vers le lendemain
16. Rétrospection
17. Tu ne comprends vraiment rien à rien
18. Je veux tout savoir sur ce monde
19. Nous survivrons, quel que soit le moyen
20. Jusqu'où les Dieux nous mettront-ils à l'épreuve ?
21. Vous êtes de ceux qui doivent survivre
22. Ceci est mon ultime devoir !
23. En route pour le combat final !
24. Je n'oublierai jamais cette minute, cette seconde !
25. Que ta dernière volonté soit respectée!
26. En avant camarades !
27. La piste des étoiles

#### Musique
- Opening - Sorairo Days (空色デイズ, Sorairo Deizu?) par Shōko Nakagawa
- Ending 1 - Underground, par High Voltage (épisodes 1-15)
- Ending 2 - Happily after ever par Shōko Nakagawa (épisode 16)
- Ending 3 - Minna no peace (みんなのピース, Minna no pīsu?) par Afromania (épisodes 17-27)

#### Doublage
La version française a été réalisée chez Ikoe sous la direction de Thomas Guitard.
- Cédric Dumond : Kamina
- Olivier Martret : Simon
- Geneviève Doang : Yoko
- Alexandre Gillet : Leeron
- William Coryn : Viral
- Yoann Sover : Rossiu
- Adeline Chetail : Nia
- Benjamin Pascal : Kittan
- Constantin Pappas : Dayakka
- Patrick Bethune : Narrateur, Guame
- Fanny Bloc : Gimmy (enfant), Kiyal, Boota
- Kelyan Blanc : Gimmy (adulte)
- Gérard Surugue : Chef (épisodes 1 et 17), Tymilph (épisodes 7 et 8)
- Jessica Barrier : Kinon
- Nathalie Regnier : Kiyô
- Thierry Mercier : Jamo (épisode 4), Jorgun, Balibo
- Benoît Allemane : Le grand prêtre Magin (épisodes 5 et 23), l'ancien (épisode 21)
- Kelly Marot : Darry
- Coco Noël : Okami (épisode 6)
- Michel Vigné : Lord Génome
- Sauvane Delanoë : Adiane
- Serge Faliu : Cytomander
- Damien Da Silva : Zorthy, Ucom
- Arnaud Laurent : Kid
- Thomas Guitard : Irac
- Yann Guillemot : père de Kamina
- Maïté Monceau : Leite
- Michel Mella : Gabal, Makken
- Christian Dabady : Attenborough
- Mathias Kozlowski : Ginble (Ginbure)
- Sarah Marot : Cybella
- Brigitte Lecordier : Nakim (épisode 21)
- Jessica Monceau : petite fille (épisode 21)
- Dorothée Pousséo : petit garçon blond (épisode 21)
- Gabriel Le Doze : Anti Spirale

#### Incident 2channel
Takami Akai, producteur de la série et cofondateur du studio Gainax, annonça qu'il allait démissionner le 29 avril 2007 lors de la diffusion du quatrième épisode, à cause des commentaires qu'il fit sur des messages laissés sur le forum internet japonais 2channel. Akai et un autre employé de Gainax, Keiko Mimori, firent des commentaires agressifs en réponse à d'autres commentaires critiquant le style d'animation de Gurren Lagann, en particulier du quatrième épisode, réalisé par Osamu Kobayashi. Concernant la lecture des critiques de fans, Akai dira que ce fut « comme [se] mettre à côté d'un anus et inspirer profondément ». Les fans connurent ses commentaires plus tard, et il annonça son départ de l'entreprise qu'il avait aidé à fonder.

### OAV et épisodes spéciaux
Un OAV d'une dizaine de minutes se déroulant dans la première partie de la série a aussi été diffusé. De plus, des épisodes parallel works, reprenant une partie de l'histoire ou en inventant une nouvelle, le plus souvent sur une musique de la bande son originale, sont aussi sortis.

### Films
En mars 2008, une annonce concernant la production d'un film d'animation est faite dans le magazine Newtype. Tout comme la série télévisée, le film est réalisé par Hiroyuki Imaishi et scénarisé par Kazuki Nakashima. Intitulé Tengen Toppa Gurren Lagann: Gurren-hen, ce film est sorti dans les salles japonaises le 6 septembre 2008.
Un second film nommé Tengen Toppa Gurren Lagann: Ragan-hen est sorti le 25 avril 2009.
Le premier film reprend les 15 premiers épisodes et le second la fin de la série et plusieurs séquences inédites ont été ajoutées pour ces films.

## Manga
Le manga Tengen Toppa Gurren Lagann, dessiné par Kotaro Mori, a commencé sa prépublication dans le magazine Dengeki Comic Gao! de juin 2007. À la suite de la disparition du magazine en avril 2008, la série a été transférée dans le magazine Dengeki Daioh à partir de juin 2008 jusqu'à la parution de son dernier chapitre dans le numéro de juillet 2013. Le premier volume relié est publié par ASCII Media Works le 27 septembre 2007 et le dixième et dernier le 27 juin 2013. La version française est éditée par Glénat depuis septembre 2010.
Une première série dérivée nommée Tengen Toppa Gurren Lagann: Gurren Gakuen-Hen (天元突破グレンラガン －紅蓮学園篇－) a été prépubliée entre août 2008 et janvier 2009 dans le magazine Comp Ace et l'unique volume est publié le 21 mars 2009 par Kadokawa Shoten. Une seconde série dérivée dessinée par Masaki Nonoya et écrite par Kazuki Nakashima intitulée Tengen Toppa Gurren Lagann: Otoko Ippiki-hen (天元突破グレンラガン～男一匹編～) a été publiée dans le magazine Monthly Hero's entre août et novembre 2013, et l'unique volume est publié le 27 décembre 2013 par Shogakukan Creative. Une troisième série, Tengen toppa gurren lagann: otoko do ahô! hen (天元突破グレンラガン 男どアホウ！編), dessinée par Masaki Nonoya et écrite par Kazuki Nakashima, est publiée depuis décembre 2013 et retrace l'histoire du CD Drama.

## Jeux vidéo
Un jeu vidéo développé par Konami et intitulé Tengen Toppa Gurren Lagann Chōzetsu Hakkutsu Online (天元突破グレンラガン 超絶発掘ONLINE) est sorti sur Nintendo DS le 25 octobre 2007. Les joueurs y jouent le rôle d'un excavateur qui creuse pour trouver des trésors. Ils achètent leurs perceuses dans un magasin tenu par un personnage exclusif au jeu, Asaki, et collectionnent des jeux de cartes numériques.

## Prix et récompenses
| Année | Pays                 | Organisateur | Prix                           | Catégorie                  | Résultat | Note | Source |
| ----- | -------------------- | ------------ | ------------------------------ | -------------------------- | -------- | ---- | ------ |
| 2010  | Drapeau de la France | AnimeLand    | Anime et Manga Grand Prix 2010 | Meilleur doublage français | 1er      | —    | [ 25 ] |